# Vladimír Sýkora (dramatik)
JUDr. Vladimír Sýkora (pseudonymy Juraj Valach, Peter Zvon) (9. ledna 1913, Chrudim, Rakousko-Uhersko – 19. října 1942, Bratislava, Slovenský stát) byl slovenský dramatik, divadelní kritik a režisér.

## Životopis
Narodil se v rodině státního úředníka. Vyrůstal na Slovensku, kam po vzniku Československa přijel jeho otec Čeněk Sýkora. Lidovou školu absolvoval v Bratislavě a gymnázium pro problémy s prospěchem dokončil v roce 1932 ve slovenském městě Zlaté Moravce. Po ukončení gymnázia začal studovat práva v Praze, ale po uzavření českých vysokých škol nacisty studium dokončil v Bratislavě. Po ukončení vysoké školy byl zaměstnán jako právník ve Všeobecné úvěrové bance, později pracoval v Tatrabance jako vedoucí právního oddělení. Zemřel předčasně na tyfus[nepřesný odkaz] ve věku 29 let.

## Tvorba
Od roku 1940 začal psát do časopisu Elán divadelní kritiky pod pseudonymem Juraj Valach. Svými kritikami a referáty se dostal mezi přední slovenské divadelní kritiky. Jeho referáty vyšly také knižně pod názvem Divadelní články a kritiky. V témže roce pod pseudonymem Peter Zvon také napsal svoji první divadelní hru, kterou nazval Tanec nad plačom (česky:Tanec nad pláčem). Byla to jemná komedie, ve které autor podal konfrontaci starého a nového světa, zprostředkovanou tak, že se v textu střídá próza (nová doba) s verši (stará doba). Hra je kritikou tehdejší společnosti – kultury, politiky i společenského života. Jeho druhá divadelní hra Vzdálená země je komedie, jejíž děj se odehrává v době druhé světové války na opuštěném ostrově. Také v této hře se střídá próza s verši. Rok 1940 byl pro něho významný také tím, že v tomto roce pojal za manželku herečku činohry Slovenského národního divadla Oľgu Kadancovou.

## Dílo
- Seznam děl v Souborném katalogu ČR, jejichž autorem nebo tématem je Vladimír Sýkora (dramatik)
- 1940 - Tanec nad plačom, komedie
- 1945 - Vzdálená země, komedie
- 1948 - Divadelní články a kritiky, výběr referátů a kritik